# وستلند ویورن
وستلند ویورن (به انگلیسی: Westland_Wyvern) یک هواگرد از نوع ناو هواپیمابر هواگرد تهاجمی ساخت شرکت هواگردسازی وست‌لند است. هواگرد وستلند ویورن نخستین پروازش را در ۱۶ دسامبر ۱۹۴۶ میلادی انجام داد. این هواگرد در سال ۱۹۵۳ میلادی رسماً معرفی گردید و در سال‌های ۱۹۴۶–۱۹۵۶ تولید شده‌است. در مجموع، تعداد ۱۲۷ فروند از این هواگرد ساخته شده‌است.